# Alticus saliens
Alticus saliens és una espècie de peix de la família dels blènnids i de l'ordre dels perciformes.

## Morfologia
- Els mascles poden assolir 10 cm de longitud total.[2][3]

## Reproducció
És ovípar.

## Hàbitat
És un peix marí de clima tropical que viu entre 0-2 m de fondària.

## Distribució geogràfica
Es troba des del Mar Roig fins a les Illes de la Societat, les Ryukyu, Queensland (Austràlia) i les Illes Mariannes (Micronèsia).